# 往灣洲

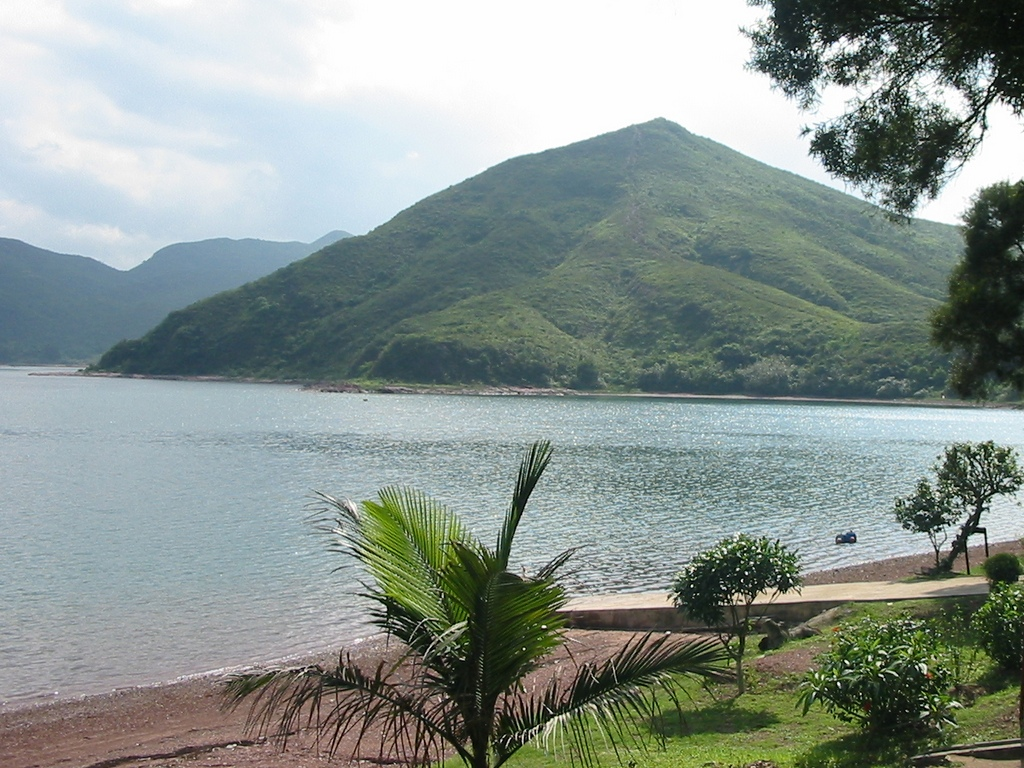
由往灣洲外展訓練基地，眺望往灣西頂

往灣洲（英語：Wong Wan Chau，舊譯）是香港東北部的島嶼，船灣郊野公園（擴建部份）的一部分，地區行政上屬北區；島面積為2.13平方公里，排行全香港第11。島上最高點為往灣北頂（154米），其次為往灣西頂（136米），兩者相隔著牛屎山和一些100米左右的無名山丘。島上的主要海灘為東灣，遠眺大鵬灣，附近有一條名為東灣坑的溪流。
往灣洲西面及北面為印洲塘；西南為水道紅石門，南面及東南面為黃竹角海，與對岸的紅石海岸相對，兩地均有大量紅色砂岩；東北面為娥眉洲，中間隔著水道直門頭；東面則為大鵬灣。此外，島嶼沿岸有數個小島，包括捉魚排、打蠔排（Horley Rock）、角大排（Woodman Roof）、執毛洲。
往灣洲原名汪灣洲，因紀錄地名的官員出錯，情況就像柴灣被誤稱為西灣一樣，但是不同於柴灣，汪灣洲錯誤的地名一直沿用至今。
往灣洲昔日有往灣、老沙田、大洲渡及東灣等村落，但已荒廢，現時島上並無人居住，只有香港外展訓練學校於往灣設立了一個訓練基地。